# 小林省三郎
小林 省三郎（こばやし せいざぶろう、1883年（明治16年）9月5日 - 1956年（昭和31年）4月22日）は、日本の海軍軍人。最終階級は海軍中将。五・一五事件の黒幕とも言われる人物である。

## 生涯
海軍兵学校卒業まで
新潟県出身。地主であった父の五男である。中学を卒業せず検定試験を受けて受験資格を取り、1900年（明治33年）海軍兵学校(31期)に進んだ。入校前は中国にいたこともあった。同期生に及川古志郎大将、長谷川清大将、加藤隆義大将、寺島健中将らがいる。1903年（明治36年）12月14日、同校卒業。席次は187名中174番であった。
尉官時代
尉官時代は海軍砲術学校特修科を経て、「須磨」砲術長等を務め、兵学校運用術教官となる。小林の教官時代に生徒であった草鹿龍之介(41期)によれば、生徒に信望があった。しかし高木惣吉(43期)は教育者として問題があったとしている。
佐官時代
海軍大学校甲種学生(15期)を卒業し、呉鎮守府人事部員、「磐手」副長を経て、横須賀鎮守府先任参謀となる。司令長官は財部彪、参謀長は山梨勝之進らであった。在職中に関東大震災が発生し、小林は朝鮮人の保護に尽力している。彼らに｢ご安心召されい｣と語っていた。1925年（大正12年）12月大佐へ進級し、「利根」艦長となる。次いで「鳳翔」艦長となり、元来は砲術専攻士官であった小林は航空関係の要職を歴任していくこととなる。「赤城」艦長、海軍航空本部教育部長を務め、短期間ではあるが、再度「赤城」艦長、航空本部教育部長を務めている。「赤城」時代の部下に小園安名がおり、二人は昭和維新について共鳴していた。
将官時代
1929年（昭和4年）11月少将へ昇進した小林は霞ヶ浦航空隊司令となる。同隊には五・一五事件を起こした海軍士官の指導者である藤井斉がいた。藤井は最も尊敬する海軍軍人として末次信正とともに小林を挙げていた。1931年（昭和6年）12月満州特務機関長となり、次いで1933年（昭和8年）4月新設された駐満海軍部の司令官に就任した。司令官としての小林に陸軍は対抗できず、中国人の信望を集めたとされる。また満州国皇帝溥儀は小林に心を許していた。1934年（昭和9年）11月中将へ進み、鎮海要港部司令官を最後に1936年（昭和11年）3月予備役編入となった。1945年（昭和20年）護国連盟本部長となる。
戦後
1947年（昭和22年）11月28日、公職追放の仮指定を受けた。追放解除後の1956年（昭和31年）4月22日死去。
昭和維新運動との関わり
小林は大川周明、井上日召、橘孝三郎らと親交があり、陸軍皇道派ともつながりがあった。藤井斉に代表される海軍側の国家革新運動にも理解があり、青年士官の後見人のごとき立場であった。十月事件 では霞ヶ浦航空隊の爆撃機13機の出動が予定されていたが、これは小林をあてにしたものであるとされ、閣僚名簿の海軍大臣として小林の名があった。しかし小林は武力行使には反対の立場であったとされる。なお事件が発覚し橋本欣五郎、長勇らが検挙されたのは10月17日であるが、その前夜小林は事件に関わっていた大川周明と会談している。ロンドン海軍軍縮条約には反対であったが、藤井らが実際行動に及ぼうとするのを抑えていた面もある。十月事件が未発に終わった後満州へ赴任するが、そこで五・一五事件の発生を知る。小林は事件に連座した林正義と事件後に関係を持つ。二・二六事件後、かねて危険視されていた山本英輔大将、真崎勝次少将、山下知彦大佐らとともに予備役となった。山下は山本五十六と縁戚関係にあり、山本は山下の予備役編入を避けようとしたが、小林との間で交わした文書が決め手であった。

## 栄典
- 1904年（明治37年）10月10日 - 正八位[14]